# Sydax inexpectatus
Sydax inexpectatus là một loài bọ cánh cứng trong họ Cerambycidae.